# Una spia tra noi - Un amico leale fedele al nemico
Una spia tra noi - Un amico leale fedele al nemico (A Spy Among Friends) è una miniserie televisiva britannica creata e scritta da Alexander Cary e diretta da Nick Murphy. È basata sul libro di Ben Macintyre A Spy Among Friends: Kim Philby and the Great Betrayal e vede come protagonisti Damian Lewis e Guy Pearce.

## Trama
Inghilterra 1963, Nicholas Elliott lavora come agente segreto per il SIS quando scopre che il suo migliore amico e collega, Kim Philby, sta facendo il doppio gioco per il KGB dal 1932. Elliot lo interroga a Beirut ma Philby fugge in Unione Sovietica.

## Puntate
| nº | Titolo originale               | Titolo italiano                            | Pubblicazione UK | Prima TV Italia |
| -- | ------------------------------ | ------------------------------------------ | ---------------- | --------------- |
| 1  | Boom-ooh-yatatatah             | Capitolo 1: Boom-ooh-yatatatah             | 8 dicembre 2022  | 17 luglio 2023  |
| 2  | The Admiral's Glass            | Capitolo 2: L'Admiral's Glass              | 8 dicembre 2022  | 17 luglio 2023  |
| 3  | Allegory of the Catholic Faith | Capitolo 3: Allegoria della fede cattolica | 8 dicembre 2022  | 24 luglio 2023  |
| 4  | Vodka                          | Capitolo 4: Vodka                          | 8 dicembre 2022  | 24 luglio 2023  |
| 5  | Snow                           | Capitolo 5: Neve                           | 8 dicembre 2022  | 31 luglio 2023  |
| 6  | No Man's Land                  | Capitolo 6: Terra di nessuno               | 8 dicembre 2022  | 31 luglio 2023  |

## Personaggi e interpreti

### Principali
- Nicholas Elliott, interpretato da Damian Lewis, doppiato da Riccardo Rossi.
Agente del SIS che gestiva le operazioni nei Paesi Bassi, grande amico di Philby con il quale lavorò a Beirut. In seguito si offre volontario per affrontarlo e ottenere una confessione scritta del suo spionaggio.
- Kim Philby, interpretato da Guy Pearce, doppiato da Francesco Prando.
Agente del SIS che gestiva le operazioni nella penisola iberica lavorando segretamente per il KGB. Dopo essere stato smascherato fugge a Mosca, dove gli viene garantita la cittadinanza sovietica.
- Lily Thomas, interpretata da Anna Maxwell Martin, doppiata da Alessandra Korompay.
Agente dell'MI5 che interroga Elliot e ascolta le conversazioni tra lui e Philby.
- James Jesus Angleton, interpretato da Stephen Kunken, doppiato da Davide Marzi.
Capo del controspionaggio della CIA e amico di Philby.
- Sir Roger Hollis, interpretato da Adrian Edmondson.
Direttore generale dell'MI5.

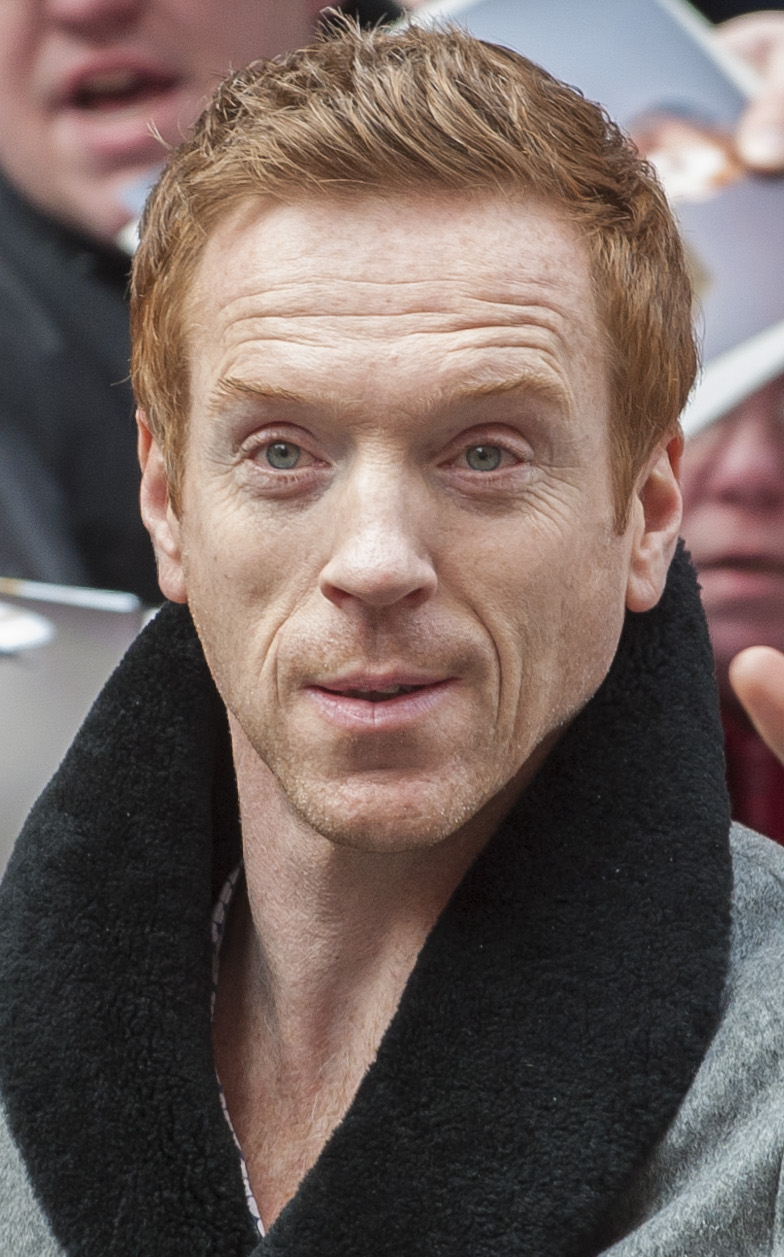
Damian Lewis
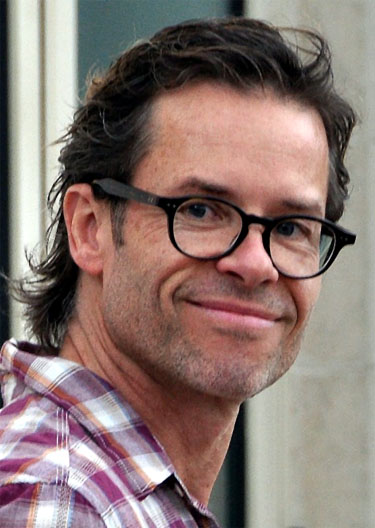
Guy Pearce
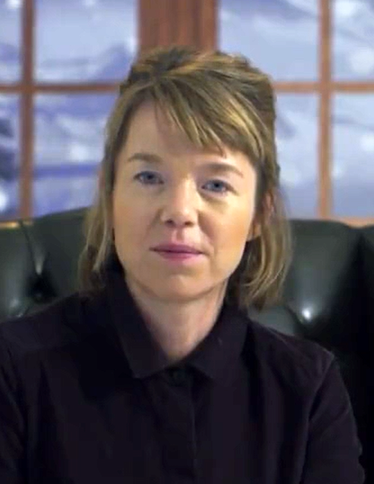
Anna Maxwell Martin
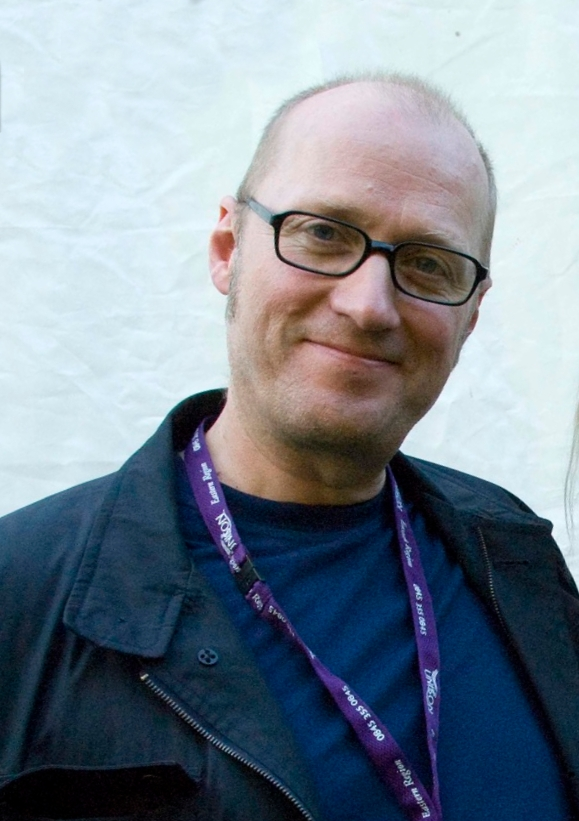
Adrian Edmondson

### Ricorrenti
- Sergei Brontov, interpretato da Karel Roden, doppiato da Ambrogio Colombo.
Contatto di Philby in Russia.
- Sir Anthony Blunt, interpretato da Nicholas Rowe, doppiato da Stefano Alessandroni.
Conservatore d'arte dei reali e spia sovietica.
- Galina, interpretata da Monika Gossmann.
Moglie di Sergei.
- Jane Sissmore, interpretata da Lucy Russell, doppiata da Valeria Perilli.
Collega di Lily Thomas all'MI5.
- Elizabeth Elliot, interpretata da Lucy Akhurst, doppiata da Barbara Pitotti.
Moglie di Nicholas e sua ex segretaria.
- Flora Solomon, interpretata da Anastasia Hille, doppiata da Angiola Baggi.
Amica di lunga data di Philby a conoscenza del suo segreto e amica di Aileen che ha presentato a Kim anni prima.
- Dott. Robert Thomas, interpretato da Gershwyn Eustache Jnr, doppiato da Massimo Bitossi.
Medico di base e marito di Lily.
- Aileen Philby, interpretata da Anna Andresen, doppiata da Francesca Zavaglia.
Moglie di Kim che chiede a Nicholas di spiare il marito per timore di essere tradita.

## Produzione
La lavorazione è avvenuta a Londra e in Romania, le riprese sono terminate nella primavera del 2022.

## Distribuzione
La miniserie doveva essere distribuita nel Regno Unito sul servizio di streaming ITVX il 1º novembre 2022 ma è stata posticipata all'8 dicembre seguente. In Canada è approdata su Prime Video nel febbraio 2023. Negli Stati Uniti ha debuttato il 12 marzo 2023 sul canale via cavo MGM+. In Italia è stata trasmessa su Sky Atlantic dal 17 al 31 luglio 2023.

## Accoglienza

### Critica
La miniserie ha ricevuto recensioni generalmente positive dalla critica. Rotten Tomatoes riporta il 90% delle recensioni professionali positive, con un voto medio di 7,70 su 10 basato su 20 critiche. Il consenso critico del sito web indica: «Più intellettuale che interamente avvincente, Una spia tra noi è una storia intelligente di spionaggio elevata da un paio di eccellenti interpretazioni.» Metacritic, invece, ha assegnato un punteggio di 74 su 100 basato su 9 recensioni, indicando "recensioni generalmente favorevoli".
Rebecca Nicholson del The Guardian ha affermato «ci sono molte emozioni da provare in un mondo costruito su codici e doppi sensi.» Stephanie Bunbury di Deadline ha dichiarato "rivelare le loro trattative" era "non l'emozione televisiva improvvisata, ma sono le cose che sostengono gli intrighi.» Mentre Nick Hilton dell'Independent ha notato che «c’è molto da apprezzare in Una spia tra noi.»

### Riconoscimenti
Nel marzo 2023 la miniserie è stata nominata nella categoria miglior miniserie ai British Academy Television Awards.